# Ma tu che sol per cancellare scrivi
Ma tu che sol per cancellare scrivi è il 130º verso del XVIII canto del Paradiso di Dante.

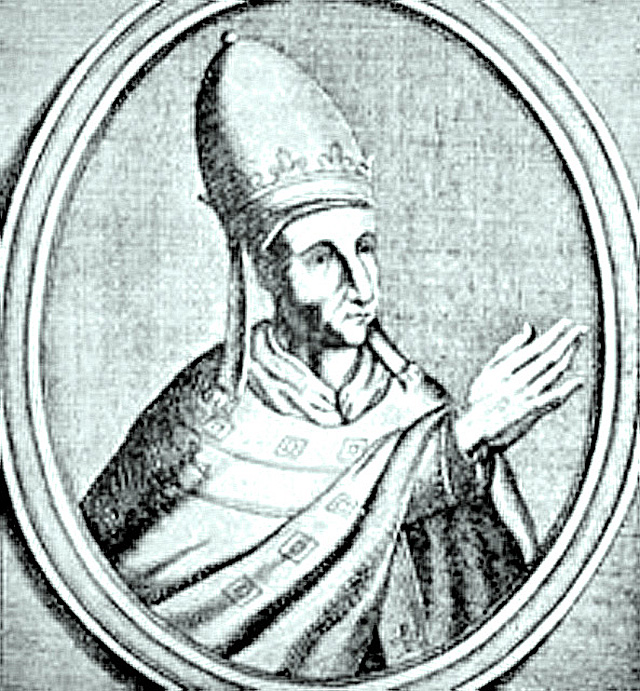
Papa Giovanni XXII

Introduce le due terzine finali del canto, rivolte da Dante, che ha visto raffigurare dai beati nel cielo di Giove il simbolo della giustizia, a papa Giovanni XXII:
Dopo aver ricordato che un tempo la guerra si faceva con i mezzi appropriati delle armi, ora a Dante sembra che si faccia - dai pontefici - con mezzi di intimidazione politica, «togliendo or qui or quivi / lo pan che 'l pio Padre a nessun serra», ossia scomunicando, togliendo il pane spirituale della comunione dei cristiani. Esempio di questo comportamento pare a Dante essere Giovanni XXII, papa dal 1316 al 1334, il quale scrive decreti di scomunica e interdetti per poterli poi sospendere e cancellare in cambio di denaro. Potrebbe essere, tra le altre, una particolare allusione alla scomunica comminata nel 1317 da Giovanni XXII a Matteo Visconti, a Rinaldo Bonacolsi e a Cangrande della Scala, al tempo della guerra da questi condotta contro i guelfi di Brescia, così che si è anche pensato che questi versi possano essere stati scritti da Dante alla corte di Cangrande a Verona. Ma si è anche pensato che Dante alludesse alla revoca di benefici ecclesiastici e all'annullamento di elezioni di vescovi, con conseguente vacanza della sede episcopale, i cui benefici venivano così a essere incamerati dalla sede pontificia: molte operazioni di questo tipo furono fatte da Clemente V, predecessore di Giovanni XXII.
In realtà le scomuniche contro Cangrande non furono mai ritirate, e dovettero essere voci malevole a farle circolare. Giovanni XXII era inviso a molti per aver confermato Avignone come sede papale. L'astio dantesco nei suoi confronti doveva essere quindi pronunciato, ma, pur nell'imprecisione storica, l'arringa contro il papa francese si inscrive nella polemica contro la simonia e il tradimento del mandato divino perpetrato dagli ecclesiastici, tema portante in questa parte del canto in cui il poeta, appena introdotto nel cielo di Giove, già aveva pregato Dio
(vv.121-123)
invettiva contro i pontefici e gli ecclesiastici macchiatisi di simonia, con esplicito rimando all'ira di Cristo quando cacciò i mercanti dal tempio di Gerusalemme.
Nel ricordare al papa che i due apostoli Pietro e Paolo sono ancora vivi, perché hanno ottenuto la vita eterna essendo morti per la «vigna», per quella Chiesa che ora Giovanni «guasta», è contenuta la minaccia della dannazione. Ma Dante immagina che il papa non se ne preoccupi e, insieme, si difenda dalla minacciosa accusa rispondendo con energia che egli è devoto - una devozione sottilmente espressa come desiderio: «ho fermo 'l disiro» - di san Giovanni Battista, «colui che volle viver solo», un santo particolarmente austero dal quale ha infatti preso il nome, ed è stato anch'egli martirizzato, come richiese Salomè, su istigazione della madre Erodiade, dopo aver danzato - i «salti» - di fronte a Erode.
In realtà la particolare devozione del papa a san Giovanni Battista è dovuta al fatto che l'immagine del santo è presente nel fiorino fiorentino, moneta particolarmente apprezzata da Giovanni XXII tanto che, come narra il Villani, egli fece coniare ad Avignone «una nuova moneta d'oro fatta del peso e lega e conio del fiorino d'oro di Firenze sanza altra intransegna, se non che da lato del giglio diceano le lettere il nome del papa Giovanni; per la qual cosa gli fue messa grande riprensione, a fare dissimulare sì fatta moneta come il fiorino di Firenze».
E aggiunge il Villani, sulla figura del papa, che «dopo la sua morte si trovò nel tesoro de la Chiesa a Vignone in monete d'oro coniate il valere e compito di XVIII milioni di fiorini d'oro e più; e il vasellamento, corone, croci, e mitre, e altri gioielli d'oro con pietre preziose lo stimo a larga valuta di sette milioni di fiorini d'oro, che ogni milione è mille migliaia di fiorini d'oro la valuta [...] Il detto tesoro, la maggior parte, fu raunato per lo detto papa Giovanni per sua industria e sagacità, che infino l'anno MCCCXVIIII puose la reservazione di tutti i beneficii collegiati di Cristianità, e tutti li volea dare egli, dicendo il facea per levare le simonie. E di questo trasse e raunò infinito tesoro. E oltre a ciò e per la detta reservazione quasi mai non confermò elezione di nullo parlato, ma promovea uno vescovo in uno arcivescovado vacato, e del vescovado del vescovo promosso promovea uno minore vescovo, e talora avenia bene sovente che d'una vacazione d'uno grande vescovado o arcivescovado o patriarcato facea sei o più promozioni; e simile d'altri benifici; onde grandi e molte provisioni di moneta tornavano a la camera del papa. Ma non si ricordava il buono uomo del Vangelio di Cristo, dicendo a' suoi discepoli: Il vostro tesoro sia in cielo, e non tesaurizzate in terra».
Già fu rilevato che in questa risposta il Battista veniva descritto «con lo sguaiato linguaggio dello scettico»; ma il violento sarcasmo di Dante si risolve raggiungendo l'acme nel verso finale: la devozione del pontefice a quel Giovanni Battista è esclusiva, tanto che egli non conosce nemmeno «il pescator né Polo». Qui l'«incoscienza e il cinismo» si manifesta senza remora alcuna: «intorno a san Pietro il papa mostra di sapere soltanto che fu un povero pescatore, e san Paolo sulle sue labbra diventa un omiciattolo qualsiasi, un Polo», come volgarmente veniva espresso il nome Paolo.